# 中野和朗
中野 和朗（なかの かずお、1933年 - ）は、日本のドイツ文学者、教育者、信州大学名誉教授、松本大学名誉教授。松本大学の初代学長を務めた。

## 経歴
長野県松本市、ないし、岡谷市の出身。
信州大学文理学部から、東京都立大学 (1949-2011)（首都大学東京の前身のひとつ）大学院に進んでドイツ文学を学び、1963年に文学修士を取得。信州大学の教員となり、人文学部長、共通教育センター長などを務めた。
この間、おもにスイスのドイツ語作家ゴットフリート・ケラーの研究を行なった。
1999年に信州大学を定年退職し、松商学園短期大学学長に就任したが、当時は国立大学とはまったく異なる、教員も事務職員とともに高校訪問や就職支援業務にあたる私立大学の環境にカルチャーショックを受けたという。短期大学を母体として4年制大学を新設することに尽力し、2002年に開学した松本大学の初代学長となって、2008年までその座にあった。
松本大学退職後も、地域の社会活動に関わることが多く、信州自遊塾名誉塾長、信州渡来人倶楽部代表世話人、信州そば打ち美蕎楽（みそら）交流会会長、信州そば産地表示推進協議会アドバイザーなどを務めている。

## おもな著書
- カメラーデンの詩と真実、亀田ブックサービス、2001年
- "幸せづくりのひと"づくり、松本大学出版会、2004年
- "幸せづくりのひと"づくり・続、松本大学出版会、2008年
- 史上最高に面白いファウスト 文藝春秋、2016年